# أرنولد روذرفورد
أرنولد روذرفورد (2 سبتمبر 1892 في المملكة المتحدة - 23 يوليو 1980 في المملكة المتحدة)  (بالإنجليزية: Arnold Rutherford)‏ هو لاعب كريكت بريطاني (وحمل سابقاً جنسية المملكة المتحدة لبريطانيا العظمى وأيرلندا). لعب مع نادي مقاطعة هامبشاير للكريكت ‏.

## وصلات خارجية
- أرنولد روذرفورد على موقع إي آس بي آن كريك إنفو (الإنجليزية)